# عصيفر (بوزي)
عصيفر (بالفارسية: اصیفر) هي قرية تقع في إيران في قسم بوزي الريفي. يقدر عدد سكانها بـ 456 نسمة بحسب إحصاء 2016.